# Hararghe
Hararghe (somali: Xararge) är en tidigare provins i östra Etiopien som sedan 1995 ingår i regionerna Oromia och Somali. Provinsen inkluderade etiopiska Ogaden.
Administrativ huvudstad i Haraghe var Harar.